# Église Saint-Jean-Baptiste de Crots
Pour les articles homonymes, voir Église Saint-Jean-Baptiste.
L'église Saint-Jean-Baptiste est une église catholique, située à Crots (Hautes-Alpes) dans le diocèse de Gap et d'Embrun, en France.

## Historique et architecture
L'église est de construction assez récente vu qu'elle date du XIXe siècle.
Elle est surmontée d'un clocher à bulbe, unique dans la région de l'Embrunais avec l'église de Crévoux.
Caractéristique assez unique, l'église contient une étonnante collection de corbillards.